# Hrib – Loški Potok
Hrib – Loški Potok je naselje i središte općine Loški Potok u južnoj Sloveniji. Hrib – Loški Potok se nalaze u pokrajini Dolenjskoj i statističkoj regiji Jugoistočna Slovenija.

## Stanovištvo
Prema popisu stanovništva iz 2002. godine Hrib – Loški Potok je imao 353 stanovnika.

## Vanjske poveznice
- Satelitska snimka naselja, plan naselja  Arhivirana inačica izvorne stranice od 29. srpnja 2017. (Wayback Machine)